# Talsperre Belmeken
Die Talsperre Belmeken befindet sich im Oblast Pasardschik, Bulgarien. Sie staut den Kriva zu einem Stausee auf. Die Stadt Belowo liegt ungefähr 10 km nordöstlich der Talsperre. Die Talsperre wurde 1974 fertiggestellt.

## Absperrbauwerk
Das Absperrbauwerk ist ein Steinschüttdamm mit einer Höhe von 88,2 m über der Gründungssohle. Die Länge der Dammkrone beträgt 737,5 m. Die Dammkrone liegt auf einer Höhe von 1923 m über dem Meeresspiegel. Zur Abdichtung hat der Staudamm einen Tonkern.
Der Staudamm verfügt sowohl über einen Grundablass als auch über eine Hochwasserentlastung. Über den Grundablass können maximal 8 m³/s abgeführt werden, über die Hochwasserentlastung maximal 14 m³/s.
Auf der gegenüberliegenden Seite des Stausees, ungefähr 3 km südwestlich des Hauptdamms, befindet sich ein weiterer Erdschüttdamm mit einer Höhe von 23,1 m über der Gründungssohle. Die Länge des Nebendamms beträgt an der Krone 537 m. Die Dammkrone liegt auf einer Höhe von 1922,80 m über dem Meeresspiegel. Zur Abdichtung verfügt der Nebendamm ebenfalls über einen Tonkern.

## Stausee
Beim normalen Stauziel von 1920,5 m (max. 1921 m bei Hochwasser) erstreckt sich der Stausee über eine Fläche von rund 4,5 km² und fasst 144 Mio. m³ Wasser – davon können 141 Mio. m³ zur Stromerzeugung verwendet werden. Das minimale Stauziel, bis zu dem die Stromerzeugung noch möglich ist, liegt bei 1865 m.

## Kraftwerke
Vom Stausee Belmeken gehen zwei Tunnel ab, über die die folgenden Wasserkraftwerke mit dem nötigen Wasser versorgt werden. Über einen Tunnel wird zunächst das Kraftwerk Belmeken versorgt, danach wird das Wasser zum Kraftwerk Sestrimo weitergeleitet und von dort zum Kraftwerk Momina Klisoura. Ein weiterer Tunnel verbindet den Stausee mit dem Pumpspeicherkraftwerk Chaira.

### Kraftwerk Belmeken
Das Kraftwerk Belmeken liegt ungefähr 4 km nordöstlich des Staudamms Belmeken. Es verfügt über eine installierte Leistung von insgesamt 479 MW, die sich auf 5 Pelton-Turbinen mit jeweils 75 MW Leistung sowie 2 Francis-Pumpturbinen mit jeweils 52 MW Leistung verteilen. Vom Kraftwerk Belmeken wird das Wasser dann zum Kraftwerk Sestrimo weitergeleitet.

### Kraftwerk Sestrimo
Das Kraftwerk Sestrimo liegt ungefähr 5 km nordöstlich des Kraftwerks Belmeken. Es verfügt über eine installierte Leistung von insgesamt 240 MW (2 Pelton-Turbinen mit jeweils 120 MW Leistung).

### Kraftwerk Momina Klisura
Das Kraftwerk Momina Klisura liegt ungefähr 5 km nordöstlich des Kraftwerks Sestrimo. Es verfügt über eine installierte Leistung von insgesamt 120 MW (2 Francis-Turbinen mit jeweils 60 MW Leistung).

### Pumpspeicherkraftwerk Chaira
Das Pumpspeicherkraftwerk Chaira liegt ungefähr 3,5 km südöstlich des Staudamms Belmeken. Es verfügt über eine installierte Leistung von insgesamt 864 MW (4 Francis-Pumpturbinen mit jeweils 216 MW Leistung).